# Cyclopogon gardneri
Cyclopogon gardneri är en orkidéart som beskrevs av Mytnik, Szlach. och Piotr Rutkowski. Cyclopogon gardneri ingår i släktet Cyclopogon, och familjen orkidéer. Inga underarter finns listade i Catalogue of Life.